# Liste des chansons écrites par Gilles Thibaut pour Johnny Hallyday
Cet article recense les chansons écrites par Gilles Thibaut pour Johnny Hallyday.
De 1965 à 1984, Gilles Thibaut a régulièrement écrit pour Johnny Hallyday. Outre l'ensemble des textes du double album Hamlet en 1976, il est l'auteur de quelques-uns des plus grands succès du chanteur : Cheveux longs et idées courtes, Que je t'aime, Requiem pour un fou, Ma gueule [...], ce qui fait de lui, avec notamment Long Chris, Philippe Labro ou encore Michel Mallory, l'un des paroliers emblématiques de la carrière de Johnny Hallyday.

## Les chansons
Source pour l'ensemble de la liste, sauf indications contraires et/ou complémentaires.
Les textes sont de Gilles Thibaut. Les adaptations ainsi que les chansons écrites en collaboration avec un autre auteur sont indiquées.
| Titre                                                      | Paroles                                          | Musique                        | Date | Support |
| ---------------------------------------------------------- | ------------------------------------------------ | ------------------------------ | ---- | --- |
| On te montrera du doigt (You Finally Said Something)       | adaptation                                       | E. Strasser, G. Winters        | 1965 | Super 45 tours 437007 |
| Mes yeux sont fous (I Must Be Seeing Things)               | adaptation                                       | A. Kooper, B. Brass, I. Levine | 1965 | album Hallelujah |
| Va t'en (My Babe)                                          | adaptation en collaboration avec Johnny Hallyday | Bo Diddley                     | 1965 | album Hallelujah |
| Ne pleure pas                                              |                                                  | Tommy Brown                    | 1965 | super 45 tours 437126 |
| Mon anneau d'or                                            |                                                  | Johnny Hallyday                | 1965 | album Johnny chante Hallyday |
| Tu as de la chance                                         |                                                  | Johnny Hallyday                | 1965 | album Johnny chante Hallyday |
| Toi qui t'en vas                                           |                                                  | Johnny Hallyday                | 1965 | album Johnny chante Hallyday |
| Le diable me pardonne                                      |                                                  | Johnny Hallyday                | 1965 | album Johnny chante Hallyday |
| Ne crois pas ça                                            | en collaboration avec Jean Setti                 | Johnny Hallyday                | 1965 | album Johnny chante Hallyday |
| Tu oublieras mon nom                                       |                                                  | Johnny Hallyday                | 1965 | album Johnny chante Hallyday |
| Je bois à sa santé                                         |                                                  | Johnny Hallyday                | 1965 | album Johnny chante Hallyday |
| Ne joue pas ce jeu là                                      |                                                  | Johnny Hallyday                | 1965 | album Johnny chante Hallyday |
| Donne-moi une preuve (You Can't Judge A Book By The Cover) | adaptation                                       | W. Dixon                       | 1965 | resté inédit jusqu'en 1993 |
| Maintenant ou jamais (If You Gotta Go, Go Now)             | adaptation                                       | Bob Dylan                      | 1966 | super 45 tours 373745 |
| N'y crois pas                                              |                                                  | Mick Jones                     | 1966 | super 45 tours 373745 |
| Cheveux longs et idées courtes                             |                                                  | Johnny Hallyday                | 1966 | super 45 tours 437228 et album La Génération perdue musique librement adaptée de My Crucified Jesus de Ferre Grignard (que lui-même puise dans le folklore) |
| Hey Joe (Hey Joe)                                          | adaptation                                       | Billy Roberts                  | 1967 | super 45 tours 437304 |
| Entres mes mains                                           |                                                  | Jean Renard                    | 1968 | album Rêve et Amour |
| Rivière... ouvre ton lit                                   |                                                  | Mick Jones, Tommy Brown        | 1969 | album Rivière… ouvre ton lit |
| Caché derrière mes poings                                  |                                                  | Jean Renard                    | 1969 | reste inédit jusqu'en 1992 1re édition CD de l'album live Que je t'aime                                                                                     |
| Amen                                                       |                                                  | Steve Marriott                 | 1969 | album Rivière… ouvre ton lit |
| Viens                                                      |                                                  | Mick Jones, Tommy Brown        | 1969 | album Rivière… ouvre ton lit |
| Réclamations                                               |                                                  | Steve Marriott                 | 1969 | album Rivière… ouvre ton lit |
| Regarde pour moi                                           |                                                  | Steve Marriott                 | 1969 | album Rivière… ouvre ton lit |
| Que je t'aime                                              |                                                  | Jean Renard                    | 1969 | super 45 tours 437480 |
| Ceux que l'amour a blessés                                 |                                                  | Jean Renard                    | 1970 | 45 tours 336292 |
| Au nord des îles de Shetland                               |                                                  | Jean Renard                    | 1970 | resté inédit jusqu'en 1993 |
| Comme un corbeau blanc                                     |                                                  | Jean Renard                    | 1973 | album Insolitudes |
| Sables mouvants                                            |                                                  | Jean Renard                    | 1974 | resté inédit jusqu'en 2012 |
| Requiem pour un fou                                        |                                                  | Gérard Layani                  | 1976 | album Derrière l'amour |
| Merci (Tender Memory)                                      | adaptation                                       | Will Jennings, Tom Jans (en)   | 1976 | album Derrière l'amour |
| Les Chiens de paille                                       |                                                  | Gérard Layani                  | 1976 | album Derrière l'amour |
| L'ensemble des titres (de l'album Hamlet)                  |                                                  | Pierre Groscolas               | 1976 | double album Hamlet |
| C'est pas comme ça que tu l'oublieras                      |                                                  | Jacques Revaux                 | 1977 | album C'est la vie |
| L'ange aux yeux de lasers                                  |                                                  | Jean Renard                    | 1979 | album live Pavillon de Paris : Porte de Pantin |
| Moi je t'aime                                              |                                                  | Jean Renard                    | 1979 | album live Pavillon de Paris : Porte de Pantin |
| Ma gueule                                                  |                                                  | Philippe Bretonnière           | 1979 | album live Pavillon de Paris : Porte de Pantin 45 tours 6172300 (version studio)                                                                            |
| Chez madame Lolita                                         |                                                  | Gérard Layani                  | 1981 | album En pièces détachées |
| La garce                                                   | en collaboration avec Johnny Hallyday            | Pierre Billon, Éric Bouad      | 1984 | album live Johnny Hallyday au Zénith 45 tours 8800504-7 (version studio)                                                                                    |